# Văn Mởn
Văn Mởn tên đầy đủ là Phạm Văn Mởn (sinh 1943) là một nghệ sĩ chèo người Việt Nam, được phong tặng danh hiệu Nghệ sĩ Nhân dân năm 2015.

## Tiểu sử
Ông quê ở xã Lê Lợi, huyện Kiến Xương, tỉnh Thái Bình.

## Khen thưởng về nghệ thuật
- Năm 1993: Giải thưởng đặc biệt trích đoạn Từ Chung thụ án – Hội diễn Chèo toàn quốc.
- Năm 1993: Được phong tặng danh hiệu Nghệ sĩ ưu tú.
- Năm 1995: Huy chương vàng vở Người tử tù (Hội diễn Chèo toàn quốc).
- Năm 2000: Huy chương bạc vở Tiếng hát đưa nôi (Hội diễn Chèo toàn quốc)
- Năm 2001: Vở diễn xuất sắc vở Quan Âm Thị Kính (Hội diễn Chèo toàn quốc).
- Năm 2015: Được phong tặng danh hiệu Nghệ sĩ nhân dân.